# Kundasang
Kundasang est une ville de Malaisie qui se trouve dans l'État du Sabah. En 2010 sa population était d'environ 2 000 habitants.